# SAL Lecco
La SAL Servizi Automobilistici Lecchesi s.r.l. è l'azienda che svolge il servizio di trasporto pubblico locale nella provincia di Lecco. Dal 1 aprile 2017 l'azienda è confluita in S.A.B. Autoservizi di Bergamo.

## Storia
L'azienda nasce il 24 maggio 1907 come Società Anonima Trasporti con Automobili per la Valsassina, con lo scopo di fornire il servizio di trasporto dei passeggeri tra Lecco, la Valsassina e i comuni limitrofi e soddisfare in tal modo l'esigenza di un collegamento, vista l'assenza di una ferrovia, tra i paesi dislocati lungo la valle e il capoluogo. Le prime linee inaugurate furono nel 1907 la Lecco-Taceno, nel 1913 la Lecco-Barzio e nel 1920 la Lecco-Galbiate-Oggiono-Annone. Il 22 dicembre 1918 la denominazione dell'azienda viene cambiata in quella odierna, Servizi Automobilistici Lecchesi. Il periodo fino al secondo dopoguerra vede l'espansione del servizio nel circondario di Lecco, fino a giungere alle zone di Bergamo e Milano, e la modernizzazione del parco mezzi.
Nel 1956 viene realizzata a Lecco la sede con officina e deposito, insieme a varie rimesse nei principali capolinea, come Taceno, Barzio, Brivio e Oggiono; a questa azienda viene affidato dal 1958 al 1973 il servizio urbano di Lecco, in seguito gestito direttamente dal Comune, mentre si ha un'ulteriore espansione nella provincia con l'acquisizione nel 1976 delle linee della Valvarrone, in collegamento con la zona di Bellano.
Dopo alcuni anni in cui insorgono difficoltà di mercato, nel 1992 la SAL viene acquisita da SAB Autoservizi di Bergamo, entrando a far parte del Gruppo SAB. Nel 1993 l'azienda si ingrandisce tramite l'acquisizione della SAC di Sesto San Giovanni, allargando la sua operatività anche sulla direttrice Monza-Milano. Nel 2002 il Gruppo SAB, di cui allora facevano parte anche S.I.A. Autoservizi e SAIA Trasporti di Brescia, KM di Cremona, RTL di Imperia e Trieste Trasporti, viene acquisito da Arriva, società inglese specializzata nel trasporto pubblico, presente anche in altri Stati europei e dal 27 agosto 2010 in mano a Deutsche Bahn, azienda ferroviaria statale tedesca; Arriva, che detiene la totalità del capitale sociale di SAL, gestisce il gruppo tramite la società Arriva Italia s.r.l..
Nel 2005 viene costituita insieme ad altri operatori del territorio, cioè Zani Viaggi di Bergamo, SPT Linea di Como (l'attuale ASF Autolinee) e Linee Lecco, la società consortile Lecco Trasporti, che, aggiudicatasi della gara d'appalto indetta dalla Provincia e dal Comune di Lecco, esercita il servizio di trasporto pubblico locale su tutto il territorio provinciale.
Dal 1 aprile 2017 SAL è confluita in S.A.B. Autoservizi di Bergamo.

## Esercizio

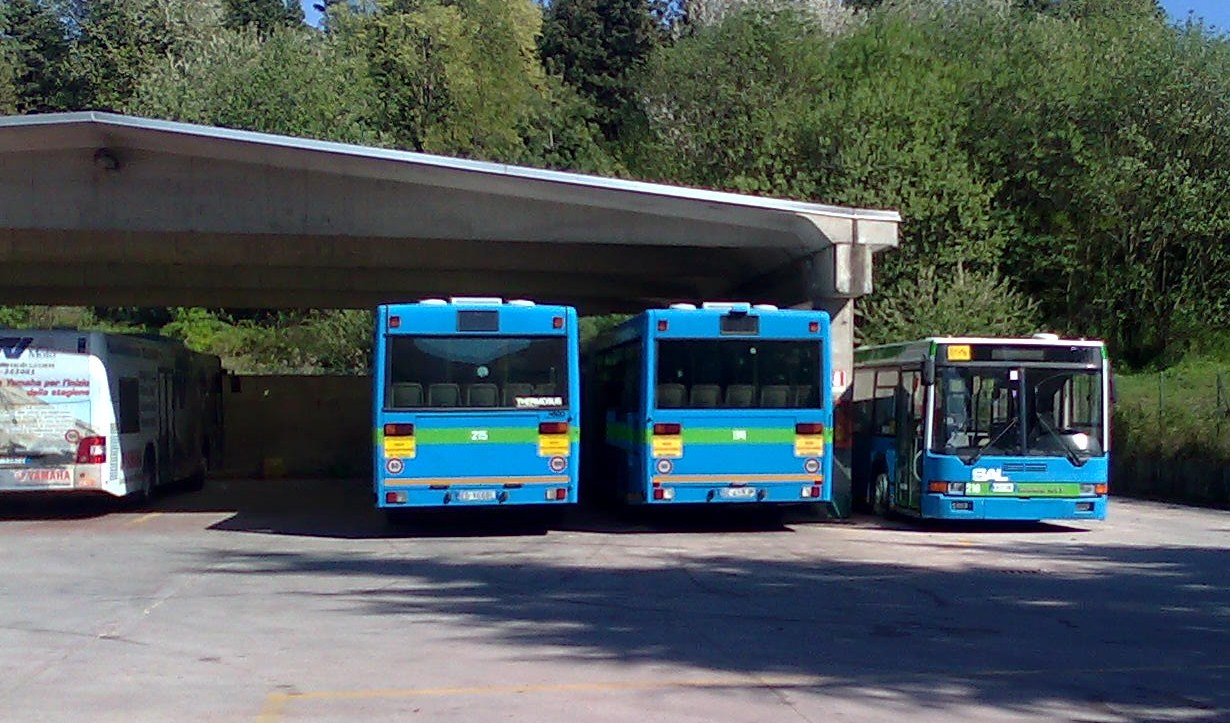
Autobus in sosta presso il deposito di Barzanò

La SAL, che ha in gestione una rete di 19 linee, ha coperto nel 2011 la maggior parte del servizio extraurbano nella provincia, circa l'83%, mentre le restanti quote sono state coperte da ASF e da Zani. Per quanto riguarda il servizio nell'area urbana, effettuato prevalentemente da LineeLecco, la SAL ha svolto circa il 12% del servizio. L'azienda, oltre al trasporto pubblico locale, gestisce anche altre attività legate al settore, come servizi di noleggio da rimessa e servizi a committenza continuativa, come il servizio scuolabus in alcuni comuni o per stabilimenti.
L'organico dell'azienda, che ha ricevuto la certificazione UNI EN ISO 9001:2008, è costituito da 91 persone, tra cui oltre ai 79 autisti si annoverano 6 impiegati, un controllore e 4 operai addetti alle manutenzioni. La flotta dei mezzi impiegati comprende oltre 100 autobus, una parte dei quali è destinata al servizio di noleggio.
La società possiede due principali depositi: uno a Lecco, che costituisce anche sede legale ed amministrativa ed è sede dell'officina nella quale vengono eseguite le operazioni di manutenzione e riparazione dei veicoli circolanti; un secondo deposito è sito a Barzanò, che fa da ricovero degli autobus in servizio nell'area della Brianza verso Arcore e Monza. Altre autorimesse di minori dimensioni sono presenti sul territorio provinciale in corrispondenza dei principali capolinea, a Barzio, Bellano, Galbiate, Oggiono, Taceno e Valgreghentino.